# Pampeago-hágó
A Pampeago-hágó, röviden Pampeago (németül: Reiterjoch, olaszul: Passo di Pampeago vagy Passo delle Pale) egy 1983 méter, más források szerint 1996 méter tengerszint feletti magasságú alpesi hágó Észak-Olaszországban, Trentino-Alto Adige régióban, a Dolomitok és a Fiemme-völgyi Alpok között.

## Fekvése
A Pampeago-hágó a Dél-Tirolban fekvő Deutschnofen (Nova Ponente) és a trentinói Fiemme-völgy nyugati szakaszán Tesero község közigazgatási területei között fekszik, összekötve észak felől a dél-tiroli Eggen-völgyet (Val d’Ega) a délebbre fekvő, trentinói Fiemme-völggyel. A két autonóm megye közötti határvonal a hágón halad át.
Vízválasztót képez északon a dél-tiroli Eggen-völgybe tartó Eggentaler Bach („Eggen-völgyi patak”) és délen, a trentinói Fiemme-völgyben folyó Avisio patak között.
Dél felől, Tesero községből aszfaltozott út visz fel az 1760 m magasan fekvő Alpe di Pampeago fennsíkra, itt működik a hasonló nevű vendégfogadó. Az út utolsó 2,5 km-es szakasza (2010-ben még) nem volt aszfaltozott, csak makadámút. Az Alpe di Pampeago egyben autó-parkolóhely és a Latemar síközpont Fiemme-völgyi liftjeinek völgyállomása. A hágóba felvivő nagy ülőliftek nyáron is működnek. A Pampeago-hágótól nyugatra a Fiemme-völgyi Alpokhoz tartozó, 2492 m magas, magányos Pala di Santa (németül: Zanggen) hegytömb magasodik. A hágót keletről a Dolomitokhoz sorolt Latemar hegylánc délre lehúzódó gerince határolja, a Doss Capello (2100 m) és a Monte Agnello (2357 m) csúcsokkal, a két csúcs között a 2.190 m magas Feudo-hágóval. Innen a Fiemme-völgy keleti részébe, Predazzo városába lehet lejutni.
A Pampeago-hágótól néhány kilométerrel nyugatra, vele párhuzamosan a Lavazè-hágó vezet át dél felől, a Fiemme-völgyi Cavalese városból észak felé, a dél-tiroli Eggen-völgybe (Val d’Ega). Az 1808 m magas Lavazè-hágó útja végig aszfaltozott, autós átkelésre is alkalmas.

## Idegenforgalom, sport
A Pampeago-hágó és környéke nemzetközi hírű télisport-központ, „Ski Center Latemar” elnevezéssel. Az itteni lejtőket és sílifteket üzemeltető társaságok a Dolomiti Superski regionális szövetség tagjai, a síelők a „Val di Fiemme - Obereggen” nevű zóna bérleteit használhatják. A síközpont keleti peremén, a Fiemme-völgy keleti szakaszába visszavezető Feudo-hágó alatt, Predazzo északi peremén egy FIS szabványú síugrósánc is működik.
A nemzetközi Giro d’Italia kerékpárverseny erre haladó futamainak egyik szakasza Tesero községen és a Pampeago-hágón át vezet.

## További információ
- Val di Fiemme - Latemar - Obereggen síterepek (sielok.hu) (magyarul)
- Reiterjoch (1996 m) Passo di Pampeago, Passo delle Pale. (quaeldich.de) (németül)
- A Latemar Síközpont honlapja (latemar.it) (németül)
- A Latemar – Obereggen/Pampeago/Predazzo síközpont (skiresort.de) (németül)
- Obereggen - Pampeago - Predazzo sípályák és síliftek (skiresort.de) (németül)